# Aktis
Aktis (altgriechisch Ἀκτίς Aktís) ist in der griechischen Mythologie einer der Heliadai, der Söhne des Helios und der Nymphe Rhodos.
Er gründete die Stadt Heliopolis, die er nach seinem Vater benannte. Auch war er erster Lehrer der Griechen in der Astrologie.